# Edward S. Herman
Edward S. Herman (7 de abril de 1925-Filadelfia, 11 de noviembre de 2017) fue un economista y analista de medios de comunicación estadounidense, especializado en las corporaciones que forman y cómo se regulan, así como las relaciones que tiene con las políticas económicas.
Fue profesor emérito de economía en la Wharton School de la Universidad de Pensilvania. También enseñó en el Annenberg School for Communication de la Universidad de Pensilvania. Realizó un bachillerato en artes de la Universidad de Pensilvania en 1945 y un doctorado en la Universidad de California, Berkeley en 1953.
Uno de sus libros más conocidos, escritos con Noam Chomsky, es Los guardianes de la libertad (Manufacturing Consent: The Political Economy of the Mass Media, en la versión en inglés), que versa sobre el consenso fabricado por los medios de comunicación en sociedades democráticas.